# Nin
Nin (latinsky Aenona nebo Nona) je chorvatské město, které se nachází v Zadarské župě, od samotného Zadaru je vzdáleno asi 15 km severozápadním směrem.

## Obyvatelstvo

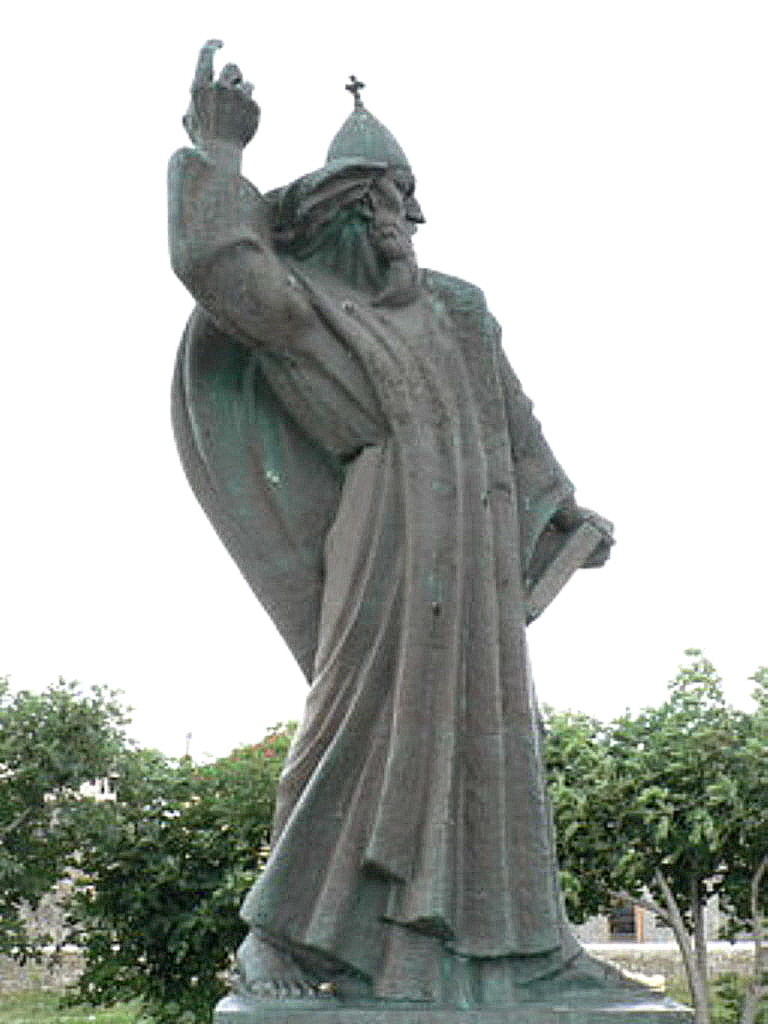
Pomník biskupa Grgura Ninského

Ve městě v roce 2011 žilo 1 132 obyvatel. Kromě vlastního města k němu administrativně náleží dalších 5 sídel: Grbe, Ninski Stanovi, Poljica-Brig, Zaton a Žerava. V celé aglomeraci pak žilo 2 744 obyvatel, z nichž 95,70 % tvořili Chorvati, 1,93 % Srbové a 0,98 % Bosňané.

## Historie
Již v době antického Říma se stal důležitým střediskem. Později byl hlavním městem celé provincie a sídlilo zde první chorvatské biskupství.

## Památky
Ve městě se zachovala řada památek. Dochovaly se trosky římského chrámu z 1. století našeho letopočtu, městské hradby, kostel sv. Anselma. Zajímavou památkou je kostel sv. Kříže, který je nejmenší katedrálou na světě. Poblíž tohoto kostela stojí pomník Grgura Ninského, nejslavnějšího biskupa pocházejícího z Chorvatska, který žil v období formování chorvatského státu na přelomu 9. a 10. století. V blízkosti města stojí kostel sv. Nikola z 11. století.